# Anania lancealis
Espèce
Anania lancealis, la Pyrale de l'eupatoire ou le Botys lancéolé, est une espèce de lépidoptères de la famille des Crambidae.

## Description et écologie
Envergure des ailes : de  30 à 34 mm. Les ailes antérieures du mâle sont plus longues et étroites que celles de la femelle. L'imago vole de mai à aout selon la localisation

La chenille se nourrit sur Eupatorium cannabinum, aussi sur Jacobaea vulgaris, Teucrium scorodonia, Sium latifolium et Stachys.